# Dirck van der Lisse
Dirck van der Lisse ou Diderick van der Lisse (6 août 1607, La Haye - 31 janvier 1669, La Haye) est un peintre du siècle d'or néerlandais.
Il est connu pour ses peintures de paysages et de portraits.

## Biographie
Dirck van der Lisse est né en 1607 à La Haye et y est baptisé le 6 août 1607. 
Il vit successivement à Utrecht (1626-1635, 1640) et à La Haye (1635-1640) pour s'installer définitivement à La Haye en 1644. Il épouse Petronella van der Hove à La Haye en 1639.
Il étudie la peinture auprès du peintre Cornelis van Poelenburgh, et est considéré comme son meilleur élève. Ses premières œuvres représentent des paysages avec des nymphes, de façon comparable aux œuvres réalisées par son maître dans les années 1630. Cette similitude de style et de composition rend parfois difficile les attributions des œuvres de Cornelis van Poelenburgh. Toutefois, les œuvres de Dirck van der Lisse se distinguent par un style plus dépouillé et des compositions horizontales. En 1635, il est un des quatre peintres retenus pour travailler sur le Pastor Fido du Prince d'Orange Frédéric-Henri en peignant une des scènes principales et un des quatre paysages en arrière-plan. Plus tard, comme la plupart des peintres de cette époque, il abandonne la peinture de paysages pour privilégier celle des portraits, bien plus lucrative. 
Il devient membre de la guilde de Saint-Luc de La Haye en 1644. Il occupe des postes de responsabilité dans la politique municipale de La Haye, jusqu'à devenir bourgmestre (Pays-Bas) de la ville plusieurs fois de 1659 à 1669. Il est également un des fondateurs en 1656, de la Confrérie Pictura qui est une association d'artistes de La Haye. Ces différentes responsabilités lui laissent peu de temps pour s'adonner à la peinture les dernières années de sa vie.
Il meurt en 1669 à La Haye et y est enterré le 31 janvier 1669.

## Œuvres
- Diane et ses nymphes[2], musée Crozatier, Le Puy-en-Velay
- Paysage italianisant avec cascades[3], musée du Louvre, Paris
- Diane et ses nymphes au bain[4], musée de Grenoble,  Grenoble